# École Nationale Supérieure d'Architecture de Paris-Belleville
La École Nationale Supérieure d'Architecture de Paris-Belleville (Escuela Nacional Superior de Arquitectura de París-Belleville, ENSA-PB) es una escuela de arquitectura situada en el barrio parisino de Belleville, actualmente clasificada como una de las mejores escuelas de Francia para estudiar arquitectura.
Es reconocida por su enfoque en la sostenibilidad, y sus estudiantes han recibido premios por diseños adaptables que fomentan nuevas actitudes hacia el tratamiento de residuos. La escuela tiene asociaciones con 66 universidades internacionales, incluida La Sapienza en Roma y la Universidad de Hong Kong.

## Historia
La escuela fue fundada por un grupo disidente de estudiantes de la École nationale supérieure des Beaux-Arts, dirigido por Bernard Huet, en 1965. En 1969 fue reconocido oficialmente con el nombre de UP8 (unité pédagogique d'architecture n°8, unidad didáctica de arquitectura n°8), y desde entonces ha ocupado varias sedes.
En 2009 se trasladó a un espacio diseñado con el propósito de albergar la sede definitiva de la escuela, el cual integraba un edificio que anteriormente albergó el Lycée technique Diderot, en el barrio de Belleville. En 1986 pasó a llamarse École d'architecture de Paris-Belleville y UP7 y UP5 se fusionaron en esta. Tomó su nombre actual en 2005.